# Micromachismo
O termo micromachismo foi cunhado em 1991 pelo psicoterapeuta Luis Bonino Méndez, para designar práticas que outros especialistas chamam de "pequenas tiranias", "terrorismo íntimo" ou "violência branda". Trata-se de uma junção de "micro", referindo-se ao capilar, ao quase imperceptível, com “machismo”, que se refere à inferiorização das mulheres pelos homens.

## Origem do termo
O sociólogo francês Pierre Bourdieu falou em "violência moderada" para se referir aos estereótipos que surgiram após as conquistas dos direitos das mulheres no século XX. Para ele é um neomachismo, uma redefinição de antigos comportamentos androcêntricos, que em certos contextos do século XX no Ocidente são considerados socialmente inaceitáveis, mas que querem continuar praticando para se consolidar ou reconquistar o poder. Seria uma forma nova e mais sutil de machismo, em uma sociedade que o tolera menos.
A necessidade de conceitos como este, de acordo com os seus defensores, é que, embora a violência de gênero seja geralmente conceituada a partir de uma perspectiva de poder e controle do gênero masculino sobre o feminino, mais atenção ainda é dada às suas manifestações físicas do que às psicológicas, apesar de estes últimos serem os mais característicos dessas relações. Em grande parte, isso responde às dificuldades em operacionalizar esses comportamentos. Além disso, as reflexões sobre a violência simbólica e sobre os abusos cotidianos buscam debater aqueles elementos da cultura que estão na base da violência contra as mulheres.

## Críticas
Em 2014, um periódico digital espanhol lançou uma iniciativa para compilar situações que eram consideradas micromachismos. Porém, vários leitores acusaram de classificarem-se como micromachismos atitudes que eram vistas como agressões graves. Lançou-se assim o debate sobre se o termo poderia resultar em uma forma de amenizar a importância de algumas situações. A escritora feminista galega Diana López Varela é crítica do conceito, sob a justificativa de que as atitudes designadas por micromachistas são tão lesivas quanto formas mais explícitas de machismo.

## Dicionarização
"Micromachismo" foi reconhecido como palavra da língua portuguesa pela Academia Brasileira de Letras, que a incluiu na sua lista de novas palavras.